# Euphorbia multinodis
Euphorbia multinodis är en törelväxtart som beskrevs av Ignatz Urban. Euphorbia multinodis ingår i släktet törlar, och familjen törelväxter. Inga underarter finns listade i Catalogue of Life.